# Peugeot Type 42/43/44
Les Peugeot Type 42, 43 et 44 sont des modèles d'automobile produit par le constructeur français Peugeot en 1903.